# کی‌تی‌ام ۳۹۰ دوک
کی‌تی‌ام ۳۹۰ دوک (به انگلیسی: KTM 390 Duke) یک موتورسیکلت اسپرت تک‌سیلندر باحجم ۳۹۹ سی‌سی و قدرت ۴۳ اسب بخار که توسط کمپانی باجاج آتو هند و کی‌تی‌ام اتریش که از سال ۲۰۱۳ مونتاژ و طرحی شده است. به گفته باجاج این موتورسیکلت در ۸۰ کشور در سراسر جهان فروخته شده است.
مجله موتورسیکلت کینسیومر نیوز حداکثر سرعت کی‌تی‌ام ۳۹۰ دوک را ۱۶۷٫۴ کیلومتر بر ساعت (۱۰۴٫۰ مایل در ساعت) با شتاب ۰ تا ۹۷ کیلومتر در ساعت (۰ تا ۶۰ مایل در ساعت) در ۵٫۵۳ ثانیه و شتاب ۰ تا ۱/۴ مایل (۰٫۰۰ تا ۰٫۴۰٫۷ کیلومتر بر ساعت) در ۱۴ ثانیه و ۱/۱ ثانیه آزمایش کرد. (۹۱٫۸۸ مایل در ساعت). ترمزها را از ۹۷ به ۰ کیلومتر در ساعت (۶۰ تا ۰ مایل در ساعت) در ۴۳٫۱ متر (۱۴۱٫۳ فوت) متوقف کردند و مصرف سوخت در ۳٫۹۷ لیتر در ۱۰۰ کیلومتر آزمایش شد. وزن خیس این موتورسیکلت ۱۵۳ کیلوگرم (۳۳۸ پوند) و قدرت موتور ۳۰٫۰۴ کیلووات (۴۰٫۲۹ اسب بخار) در ۹٫۶۰۰ دور در دقیقه، با گشتاور ۳۲٫۹۲ نیوتن بر متر (۲۴٫۲۸ فوت⋅ پوند) در ۷۰۰۰ دور در دقیقه بود. ترمزها به عنوان "بارزترین نقص در کی‌تی‌ام ۳۹۰" در نظر گرفته شدند.

## کی‌تی‌ام ۳۹۰ آر.سی
یک موتورسیکلت سبک تک‌سیلندر مسابقه‌ای مدل ۲۰۱۴ دارای انجین ۳۷۳ سی‌سی با توان خروجی ۴۴ اسب بخار (۳۳ کیلووات) در ۹۵۰۰ دور در دقیقه با وزن ادعایی بدون سوخت ۱۴۷ کیلوگرم (۳۲۴ پوند) است. با ظرفیت سوخت ۱۰ لیتر، وزن مرطوب ۱۵۰ کیلوگرم (۳۴۰ پوند) می‌باشد.